# Muskingum River

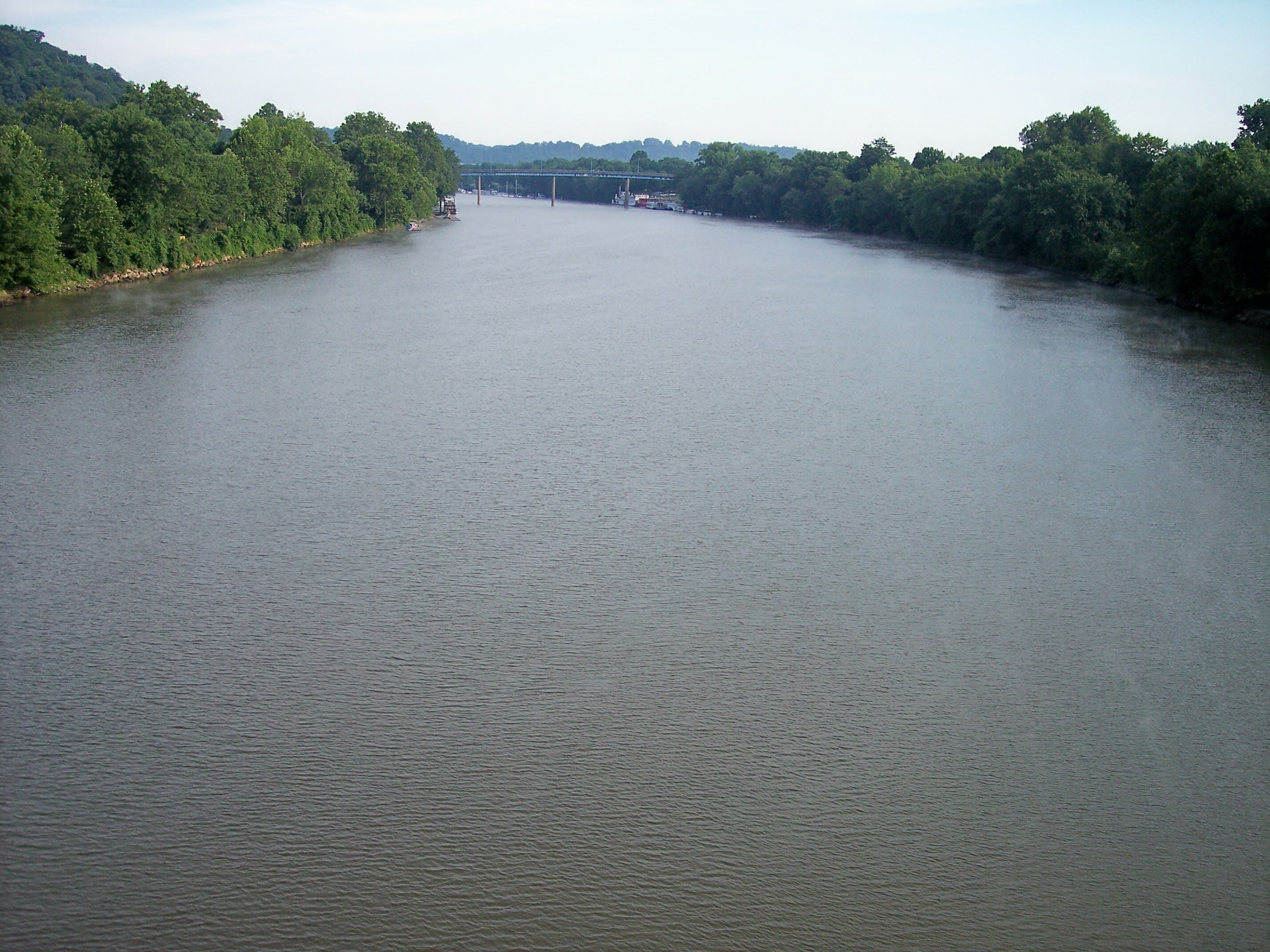
Der Muskingum River kurz vor der Mündung bei Marietta.

Der Muskingum River ist ein 179 km langer Nebenfluss des Ohio River, der wiederum ein Nebenfluss des Mississippi ist. Er durchfließt den Südosten des US-Bundesstaates Ohio. Der Fluss stellte in der Vergangenheit eine bedeutende Wasserstraße dar.  

## Quelle
Der Muskingum entspringt keiner Quelle, sondern entsteht in der Nähe des Ortes Coshocton im östlichen Ohio aus dem Zusammenfluss seiner beiden Oberläufe, Tuscarawas River und Walhonding River. Er entwässert damit weite Teile des östlichen Ohio.

## Verlauf
Der Muskingum fließt unter Ausbildung zahlreicher Mäander von Coshocton aus in generell südliche Richtung. Bei Conesville mündet ein weiterer wichtiger Nebenfluss, der Wills Creek, in den Muskingum. Anschließend werden Trinway und Dresden passiert, bevor der Fluss weiter südlich Zanesville erreicht.
Von Zanesville aus knickt der Verlauf in südöstliche Richtung ab. Im weiteren Verlauf passiert oder durchfließt der Muskingum die Orte South Zanesville, Philo, Malta, McConnelsville, Beverly, Lowell sowie Stockport und Devola. Im Südosten des Bundesstaates Ohio, nahe der Stadt Marietta, mündet der Muskingum nach 178 km in den Ohio.

## Historische Bedeutung
Der Name Muskingum entstammt als Begriff einem Ausdruck der Delaware Indianer, von dem behauptet wird, er bedeute „Auge des Elches“. Der indianische Name lässt auf eine gewisse Bedeutung des Flusses für die amerikanischen Ureinwohner schließen.
Am Muskingum River wurde 1788 die erste permanente Siedlung im Nordwestterritorium gegründet: Marietta. Hier mündet der Muskingum in den Ohio. 1791 fand auf den Ufern in der Nähe das Big Bottom Massaker statt, bei dem Indianer eine Kolonistensiedlung angriffen und 14 Siedler töteten sowie drei entführten. Eine Dekade nach Marietta wurde einige Meilen flussaufwärts Zanesville gegründet (1799). Dieser Ort lag strategisch günstig am Kreuzungspunkt des Muskingum und einer wichtigen, wenngleich kaum als Weg zu bezeichnenden Handelsroute namens Zane's Trace, der bei der Kolonisierung und im Unabhängigkeitskrieg regional bedeutend war. Mitte des 19. Jahrhunderts war der Muskingum eine bedeutende Wasserstraße und ein wichtiger Handelsweg. Dazu wurde der Fluss zunehmend kanalisiert und mit Dämmen und Wehren und Schleusen versehen, über die auch der Wasserstand geregelt werden konnte.
Um 1920 herum nahm die Bedeutung der Schifffahrt erheblich ab, da das Eisenbahnsystem viele Transporte übernahm. Die Schleusen und Wehre verfielen zusehends. Seit den 1960er Jahren wurden die Anlagen saniert und sind seither für den zunehmenden Verkehr von Freizeitfahrzeugen (Kanus, Anglerboote etc.) und Ausflugsbooten in Gebrauch. Die meisten Anlagen sind noch handbetrieben. Zeitweilig war es den Bootsfahrern selbst gestattet, die Schleusen bei Bedarf zu bedienen. 
Zwischen 1812 und 1861 flohen von Süden kommend viele entlaufene Sklaven aus den Südstaaten entlang des Ohio und des Muskingum nach Norden in Richtung Kanada. Dieser Weg wurde für viele ehemalige Sklaven der Weg in die Freiheit.

## Namensvarianten
Für den Muskingum River existierten in der Historie oder regional auch andere Bezeichnungen:
- Big Muskingum River
- Elk River
- Mouskindom River
- Mushkingum River
- Muskingham River
- Riviere Chiagnez